# M64
М64 (също позната като NGC 4826) е спирална галактика в съзвездието Косите на Вероника. Популярното име на галактиката на английски е Black Eye Galaxy.
Открита е от английския астроном Едуард Пижот през 1779 г. В Нов общ каталог се води под номер NGC 4826.
Намира се на 24 милиона светлинни години от Земята.